# Bactris glandulosa
Bactris glandulosa är en enhjärtbladig växtart som beskrevs av Oerst.. Bactris glandulosa ingår i släktet Bactris och familjen Arecaceae.

## Underarter
Arten delas in i följande underarter:
- B. g. baileyana
- B. g. glandulosa